# Santenay (Côte-d’Or)
Santenay – miejscowość i gmina we Francji, w regionie Burgundia-Franche-Comté, w departamencie Côte-d’Or.
Według danych na rok 1990 gminę zamieszkiwało 1008 osób, a gęstość zaludnienia wynosiła 97 osób/km² (wśród 2044 gmin Burgundii Santenay plasuje się na 230. miejscu pod względem liczby ludności, natomiast pod względem powierzchni na miejscu 907.).